# Tajne Wojskowe Zakłady Wydawnicze

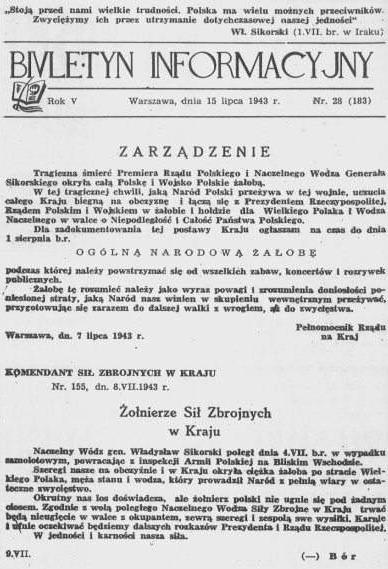
Biuletyn Informacyjny ("Bollettino d'informazione") dello Stato segreto polacco, datato 15 luglio 1943, che riporta la notizia della morte del generale Sikorski e proclama un giorno di lutto nazionale

Tajne Wojskowe Zakłady Wydawnicze (traducibile come "tipografia militare segreta" o "casa editrice militare segreta") era la denominazione di una casa editrice clandestina dello Stato segreto polacco con sede a Varsavia, nella Polonia occupata.
Dalla sua istituzione alla fine del 1940 fino allo scioglimento all'inizio del 1945, fu continuativamente coordinata da Jerzy Rutkowski, membro del Comitato di Informazione e Propaganda nato in seno alla Resistenza polacca (il cui principale movimento era noto con il nome di Armia Krajowa).
La TWZW è stata probabilmente la più grande casa editrice clandestina al mondo.

## Storia
La prima rotativa clandestina della TWZW iniziò la sua attività a Varsavia nell'autunno del 1940.  Prima di quel periodo, l'editoria clandestina polacca doveva fare affidamento su macchine da stampa piccole e artigianali. La TWZW rivoluzionò la scena della stampa clandestina nella Polonia occupata allestendo nuove rotative clandestine e coordinandole in un'unica rete.
All'inizio del 1944 la TWZW contava dodici stamperie clandestine, che disponevano di otto torchi, un laboratorio di legatoria, uno di stampa offset, una piccola redazione che si occupava delle pubblicazioni in lingua straniera e un laboratorio di zincografia. La maggior parte delle sedi operative si trovava a Varsavia.
Nell'estate del 1944 i nazisti scoprirono e smantellarono svariati laboratori della TWZW. Durante la rivolta di Varsavia alla fine dell'estate del 1944, le pubblicazioni della TWZW a Varsavia divennero estremamente popolari, in particolare Wojskowe Zakłady Wydawnicze. Durante la rivolta, i resistenti che aderivano alla TWZW attaccarono e occuparono diverse tipografie di Varsavia, impiegandole immediatamente per i loro comunicati.
L'ultima pubblicazione della TWZW fu il 102º numero di Biuletyn Informacyjny, stampato nella notte fra il 3 e il 4 ottobre, un giorno dopo la resa dei rivoltosi.
La TWZW fu ufficialmente dismessa nel gennaio del 1945, insieme all'intera Armia Krajowa.
I lavoratori clandestini della TWZW furono menzionati dal generale Stefan Rowecki (soprannominato "Grot", letteralmente "punta di diamante") nel suo ordine di servizio numero 104/43, ringraziandoli per il lavoro svolto.

## Sedi operative
Ai dodici laboratori della TZWZ furono assegnati nomi in codice che andavano da W-1 a W-12 (W sta per warsztat, in polacco "officina").
- la TZWZ, subordinata all'Ufficio di informazione e propaganda, era presieduta da Jerzy Rutkowski, nome in codice "Michał Kmita".
  - Segretaria – Maria Rutkowska-Mierzejewska, nome in codice "Janka"
  - Sede amministrativa - presieduta da Igor Telechun, nome in codice "Łukasz"
  - Sezione forniture e approvvigionamento - diretta da Aleksander Wąsowski, nome in codice "Józef"
  - Sezione tecnica e logistica - diretta da Stefan Berent, nome in codice "Steb"
  - Laboratorio grafico - diretto da Stanisław Kunstetter, nome in codice "Krzysztof"
  - Stamperia W 1 – diretta da Czesław Korwin-Piotrowski, nome in codice "Karol". Nascosta in una villa privata, la stamperia era un importante centro di stampa di testi di disinformazione in lingua tedesca. Operativa dall'autunno del 1940, fu scoperta e smantellata dai tedeschi nel marzo del 1944.
  - Stamperia W 2 – diretta da Jerzy Paszyc, nome in codice "Stefan". Nascosta all'interno di un negozio di frutta e caffè, stampava opuscoli e libri proibiti.[3]
  - Stamperia W 3 – diretta da Władysław Pomorski, nome in codice  "Jerzy". Ricavata all'interno della bottega di un falegname.[3]
  - Stamperia W 4 – diretta da Michał Wojewódzki, nome in codice "Andrzej". Nascosta nel seminterrato di un'ex fabbrica di alianti, disponeva di una delle macchine da stampa più efficienti, con una capacità di oltre 40.000 numeri al giorno. Scoperta e distrutta dai tedeschi nel giugno del 1944.[3]
  - Stamperia W 5 – diretta da Czesław Mierzejewski, nome in codice "Marek". Nascosta in una semplice abitazione civile, era il principale centro di chemigrafia, dove furono approntati innumerevoli documenti falsi per i membri della resistenza polacca.[3]
  - Stamperia W 6 – diretta da Jerzy Mierzejewski, nome in codice "Jacek". Ebbe vita breve: dopo poche pubblicazioni, i membri furono costretti a scappare e abbandonarla.[3]
  - Stamperia W 7 – diretta da Michał Wojewódzki, nome in codice "Andrzej". Nascosta in un negozio di giocattoli, stampò e diffuse molti comunicati in lingua straniera prima di venire scoperta dai tedeschi.[3]
  - Stamperia W 8 – diretta da Jerzy Paszyc, nome in codice "Stefan". Nascosta in un laboratorio di falegnameria, fu scoperta prima ancora di rendersi operativa.[3]
  - Stamperia W 9 – diretta da Marian Jędrzejczyk, nome in codice "Kazimierz". Era il centro di legatoria di tutta la TWZW.[3]
  - Stamperia W 10 – diretta da Stanisław Stopczyk, nome in codice "Antoni". Non riuscì ad avviare alcuna attività prima dell'insurrezione di Varsavia.[3]
  - Stamperia W 11 – piccola tipografia di riserva. Scoperta e distrutta nell'aprile 1944 dai tedeschi.[3]
  - Stamperia W 13 - concepita per diventare la più grande tipografia clandestina di sempre, con attrezzature acquistate all'estero, la tipografia non fu tuttavia pronta prima dell'insurrezione di Varsavia.[3]

Fra la fine del 1943 e l'inizio del 1944, quando la TWZW era al suo apice, la tiratura mensile includeva circa 250 000 copie distribuite fra giornali e riviste, 65.500 opuscoli e 120.000 volantini. Si stima che durante la sua attività, la TWZW abbia prodotto dai dieci ai venti milioni di numeri fra giornali e riviste, e circa un milione ciascuno fra opuscoli, volantini e altre stampe. La distribuzione riuscì a infiltrare tutta la Polonia occupata, e in alcuni casi giunse anche all'estero. La TWZW impiegava circa cinquanta persone a tempo pieno (molte delle quali donne), un'estesa rete di volontari estemporanei (in particolare per distribuire le sue pubblicazioni), e consumava mensilmente circa cinque tonnellate di carta (acquistata al mercato nero).
La TWZW è stata probabilmente la più imponente casa editrice clandestina al mondo.
Nel corso della sua storia editoriale, molte persone coinvolte nei progetti della TWZW furono arrestate dai tedeschi, alcune delle quali incarcerate, altre messe a morte.

## Logo
La TWZW aveva anche un suo logo, che rappresentava una szabla (sciabola polacca) su un libro aperto.

## Pubblicazioni di rilievo della TWZW
- Periodici: Biuletyn Informacyjny, Wiadomości Polskie[2]
- Libri: Kamienie na szaniec di Aleksander Kamiński (prima edizione),[5] Dywizjon 303 di Arkady Fiedler (prima edizione in Polonia)[6]